# Kamenica nad Hronom
Kamenica nad Hronom és un poble i municipi d'Eslovàquia que es troba a la regió de Nitra, al sud-oest del país. Compta amb una població de 1278 habitants (2022).

## Història
La primera menció escrita de la vila es remunta al 1320.

## Demografia
| Godina             | 1994 | 2004   | 2014   | 2024    |
| ------------------ | ---- | ------ | ------ | ------- |
| Nombre de persones | 1321 | 1323   | 1396   | 1218    |
| Diferència         |      | +0,15% | +5,51% | −12,75% |

| Godina             | 2023 | 2024   |
| ------------------ | ---- | ------ |
| Nombre de persones | 1233 | 1218   |
| Diferència         |      | −1,21% |